# Colgate Series Championships 1980 - Doppio
Il doppio del torneo di tennis Colgate Series Championships 1980, facente parte del WTA Tour 1980, ha avuto come vincitrici Billie Jean King e Martina Navrátilová che hanno battuto in finale Rosie Casals e Chris Evert con il punteggio di 6–4, 6–3

## Teste di serie
1. Betty Stöve /  Wendy Turnbull (primo turno)

1. Ilana Kloss /  Betty-Ann Stuart (primo turno)

## Tabellone

### Legenda
| - Q = Qualificato - WC = Wild card - LL = Lucky loser | - ALT = Alternate - SE = Special Exempt - PR = Protected Ranking | - w/o = Walkover - r = Ritirato - d = Squalificato |

|  | Primo turno | Primo turno                          | Primo turno                          | Primo turno | Primo turno |  |  | Ultimo turno                         | Ultimo turno                         | Ultimo turno                         | Ultimo turno | Ultimo turno |  |
|  |             |                                      |                                      |             |             |  |  |                                      |                                      |                                      |              |              |  |
|  |             | Rosie Casals Chris Evert-Lloyd       | Rosie Casals Chris Evert-Lloyd       | 6           | 6           |  |  |                                      |                                      |                                      |              |              |  |
|  | 1           | Betty Stöve Wendy Turnbull           | Betty Stöve Wendy Turnbull           | 2           | 2           |  |  | Rosie Casals Chris Evert-Lloyd       | Rosie Casals Chris Evert-Lloyd       | Rosie Casals Chris Evert-Lloyd       | 4            | 3            |  |
|  |             | Billie Jean King Martina Navrátilová | Billie Jean King Martina Navrátilová | 6           | 6           |  |  | Billie Jean King Martina Navrátilová | Billie Jean King Martina Navrátilová | Billie Jean King Martina Navrátilová | 6            | 6            |  |
|  | 2           | Ilana Kloss Betty-Ann Stuart         | Ilana Kloss Betty-Ann Stuart         | 3           | 2           |  |  |                                      |                                      |                                      |              |              |  |